# Guermantes
|  | Per a altres significats, vegeu «Guermantes (pel·lícula)». |

Guermantes és un comú francès al departament de Sena i Marne (regió d'Illa de França). L'any 2007 tenia 1.289 habitants. També també està adscrit al cantó de Lagny-sur-Marne, del districte de Torcy i de la Comunitat d'aglomeració Marne i Gondoire.

## Demografia

### Població
El 2007 la població de fet de Guermantes era de 1.289 persones. Hi havia 419 famílies, de les quals 48 eren unipersonals (12 homes vivint sols i 36 dones vivint soles), 113 parelles sense fills, 234 parelles amb fills i 24 famílies monoparentals amb fills.
La població ha evolucionat segons el següent gràfic:

### Habitatges
El 2007 hi havia 451 habitatges, 437 eren l'habitatge principal de la família, 6 eren segones residències i 8 estaven desocupats. 404 eren cases i 47 eren apartaments. Dels 437 habitatges principals, 365 estaven ocupats pels seus propietaris, 67 estaven llogats i ocupats pels llogaters i 6 estaven cedits a títol gratuït; 9 tenien una cambra, 13 en tenien dues, 24 en tenien tres, 43 en tenien quatre i 348 en tenien cinc o més. 407 habitatges disposaven pel capbaix d'una plaça de pàrquing. A 133 habitatges hi havia un automòbil i a 290 n'hi havia dos o més.

### Piràmide de població
La piràmide de població per edats i sexe el 2009 era:
| Homes | Edats   | Dones |
| ----- | ------- | ----- |
| 0     | 95 o +  | 0     |
| 0     | 90 a 94 | 0     |
| 0     | 85 a 89 | 0     |
| 4     | 80 a 84 | 0     |
| 0     | 75 a 79 | 16    |
| 8     | 70 a 74 | 0     |
| 8     | 65 a 69 | 4     |
| 20    | 60 a 64 | 32    |
| 28    | 55 a 59 | 32    |
| 60    | 50 a 54 | 40    |
| 76    | 45 a 49 | 92    |
| 64    | 40 a 44 | 92    |
| 56    | 35 a 39 | 56    |
| 32    | 30 a 34 | 16    |
| 20    | 25 a 29 | 28    |
| 72    | 20 a 24 | 48    |
| 100   | 15 a 19 | 68    |
| 124   | 10 a 14 | 72    |
| 32    | 5 a 9   | 72    |
| 28    | 0 a 4   | 32    |

## Economia
El 2007 la població en edat de treballar era de 978 persones, 722 eren actives i 256 eren inactives. De les 722 persones actives 678 estaven ocupades (352 homes i 326 dones) i 44 estaven aturades (29 homes i 15 dones). De les 256 persones inactives 78 estaven jubilades, 130 estaven estudiant i 48 estaven classificades com a «altres inactius».

### Ingressos
El 2009 a Guermantes hi havia 428 unitats fiscals que integraven 1.267,5 persones, la mediana anual d'ingressos fiscals per persona era de 30.312 €.

### Activitats econòmiques
Dels 60 establiments que hi havia el 2007, 3 eren d'empreses alimentàries, 13 d'empreses de construcció, 5 d'empreses de comerç i reparació d'automòbils, 5 d'empreses de transport, 2 d'empreses d'hostatgeria i restauració, 5 d'empreses d'informació i comunicació, 1 d'una empresa financera, 6 d'empreses immobiliàries, 16 d'empreses de serveis i 4 d'entitats de l'administració pública.
Dels 18 establiments de servei als particulars que hi havia el 2009, 1 era un paleta, 3 guixaires pintors, 1 lampisteria, 1 electricista, 6 empreses de construcció, 2 restaurants i 4 agències immobiliàries.
Els 3 establiments comercials que hi havia el 2009 eren fleques.

## Poblacions properes
El següent diagrama mostra les poblacions més properes.